# Амбарцумян, Саркис Саакович
Саргис (Сако) Саакович Амбарцумян (арм. Սարգիս (Սաքո) Իսահակի Համբարձումյան) — революционер, партийный и государственный деятель армянского происхождения.
Родился в Шуше в 1870 году. Член РСДРП с 1903 года. Участвовал в революционной деятельности в Москве с 1903 до 1910 года, прерванной периодом ссылки в Баку. Участник Декабрьского восстания в Москве 1905 года. В 1909 году окончил медицинский факультет Императорского Московского университета, а в 1910 году вернулся в свой родной город Шушу, где работал врачом. Был заключён в тюрьму после взятия Шуши османскими войсками во время Кавказской кампании. Был освобождён после советизации Азербайджана, потом вёл партийную и государственную работу в Карабахе. В 1921 году стал министром здравоохранения Армянской ССР. В 1925 году стал главой правительства Армянской ССР. Во время его правления завершился первый этап экономического возрождения Армении и было построено несколько гидроэлектростанций, в том числе две в Ереване и одна в Ленинакане. В 1927 году началось строительство Дзорагетской ГЭС. Восстановлены медные рудники в Зангезуре и медеплавильные заводы в Алаверди. Возглавлял правительство Советской Армении до 1928 года. После того, работал в Москве. Скончался в Москве в 1944 году.